# Матч за звание чемпионки мира по шахматам 1962
Матч за звание чемпионки мира по шахматам между чемпионкой мира Елизаветой Быковой и претенденткой Ноной Гаприндашвили проходил с 18 сентября по 17 октября 1962 года в Москве.

## Описание
- Главный арбитр — Нина Грушкова-Бельская (ЧССР).
- Секундант Гаприндашвили — Михаил Шишов.
- Секундант Быковой — Ефим Коган.

Исход матча был предрешён уже после первой половины соревнования, когда Гаприндашвили выиграла 5 партий, а 3 партии свела к ничьей. Гаприндашвили владела инициативой и в последующих партиях. Матч завершился её досрочной победой со счётом 9 : 2 (+7 −0 =4). Не проиграв в этом матче ни одной партии, Гаприндашвили в 21 год (как и Вера Менчик) стала чемпионкой мира.

## Таблица матча
| №   | Участники          | 1   | 2   | 3   | 4   | 5   | 6   | 7   | 8   | 9   | 10  | 11  |  | + | − | = | Очки |
| --- | ------------------ | --- | --- | --- | --- | --- | --- | --- | --- | --- | --- | --- |  | - | - | - | ---- |
| 1   | Елизавета Быкова   | ½   | 0   | 0   | 0   | ½   | 0   | 0   | ½   | ½   | 0   | 0   |  | 0 | 7 | 4 | 2    |
| 2   | Нона Гаприндашвили | ½   | 1   | 1   | 1   | ½   | 1   | 1   | ½   | ½   | 1   | 1   |  | 7 | 0 | 4 | 9    |
| ECO | ECO                | B08 | B34 | D01 | B34 | C85 | B27 | C84 | A25 | C97 | B23 | C90 |  |   |   |   |      |